# Beistandschaft für Minderjährige
Die Beistandschaft für minderjährige Kinder (§ 1712 ff. BGB) ist eine spezielle Form der gesetzlichen Vertretung eines Kindes. Sie wurde zum 1. Juli 1998 im Rahmen der Reform des Kindschaftsrechts mit dem Beistandschaftsgesetz eingeführt und ersetzt seitdem die Amtspflegschaft des Jugendamtes für nichteheliche Kinder und die vorrangig auf Beratung angelegte Beistandschaft alten Rechts. Die Beistandschaft ist ein freiwilliges Hilfsangebot für allein sorgeberechtigte (oder tatsächlich allein sorgende) Elternteile. Die Beistandschaft umfasst zwei mögliche Aufgabenkreise: die Feststellung der Vaterschaft und die Geltendmachung von Unterhaltsansprüchen sowie die Verfügung über diese Ansprüche. 

## Unterschied zur Amtspflegschaft
Anders als die Amtspflegschaft, die bis zum 30. Juni 1998 kraft Gesetzes bei der Geburt eines nichtehelichen Kindes eintrat (falls nicht wegen Minderjährigkeit der Mutter Amtsvormundschaft eintrat), ist die Beistandschaft eine freiwillige Leistung. Die Aufgabenkreise der Beistandschaft sind gegenüber denen der früheren Amtpflegschaft beschränkt; beispielsweise umfasste die Amtspflegschaft noch die Regelung von Erb- und Pflichtteilsrechten, die dem Kind im Falle des Todes des Vaters zustehen. Auch findet keine Unterscheidung mehr zwischen ehelichen und nichtehelichen Kindern statt. Da die gesetzliche Amtspflegschaft das Sorgerecht der Mutter eingeschränkt hat, kam es in einer Vielzahl von Fällen zu einem unnötigen Eingriff in das Elternrecht. Die Beistandschaft führt hingegen nicht zu einer Beschränkung der elterlichen Sorge. Beistand und Elternteil können (außer in gerichtlichen Verfahren) nebeneinander rechtswirksam handeln. 

## Beginn der Beistandschaft
Die Beistandschaft kommt auf schriftlichen Antrag eines Elternteils zustande. Der Antrag kann vom allein sorgeberechtigten Elternteil oder (bei gemeinsamer Sorge) von dem Elternteil, bei dem das Kind lebt, gestellt werden. Ebenfalls antragsberechtigt ist ein von den Eltern benannter Vormund (vgl. § 1713 BGB). Antrag ist hier untechnisch zu verstehen. Der Antrag zieht weder eine Prüfung noch eine Entscheidung nach sich. Vielmehr tritt die Beistandschaft direkt mit Eingang des Antrags beim Jugendamt ein. Der Beistand ist dann (neben dem beantragenden Elternteil) gesetzlicher Vertreter des Kindes in den beiden genannten Aufgabenkreisen. Der Elternteil kann die Beistandschaft auch für lediglich einen der beiden Aufgabenkreise beantragen. Beispielsweise kann sich eine Mutter dazu entscheiden, dass der Beistand nur für die Feststellung der Vaterschaft eingesetzt werden soll und die Unterhaltsansprüche des Kindes nicht regeln soll. Eine Beantragung der Beistandschaft ist auch schon vor der Geburt des Kindes möglich. Die Beistandschaft tritt unabhängig von der Staatsangehörigkeit eines Kindes ein, allerdings muss das Kind seinen gewöhnlichen Aufenthalt in Deutschland haben. 

## Jugendamt oder Vereine als Beistand
Beistand wird grundsätzlich das Jugendamt. Das Jugendamt beauftragt dann einen Mitarbeiter mit der Wahrnehmung der Aufgaben (§ 55, § 56 SGB VIII). In manchen Bundesländern darf die Führung der Beistandschaft auch auf einen rechtsfähigen Verein (z. B. Vormundschaftsvereine) übertragen werden, wenn der Elternteil der Übertragung zustimmt. Dies ist beispielsweise in Bayern, Berlin, Mecklenburg-Vorpommern, Nordrhein-Westfalen, Sachsen und Sachsen-Anhalt möglich. Die Beistandschaft ist für den Elternteil kostenlos.

## Aufgabenkreis der Vaterschaftsfeststellung
Sofern die Vaterschaft nicht amtlich festgestellt ist, wird der Beistand den von der Mutter als Vater benannten Mann zur freiwilligen Vaterschaftsanerkennung (vor einer Urkundsperson des Jugendamtes, Standesamtes oder einem Notar (vgl. § 59 SGB VIII)) auffordern (vgl. § 1594 ff. BGB). Die Vaterschaftsanerkennung wird nur mit Zustimmung der Mutter wirksam. Sind Mutter oder Vater selbst noch minderjährig oder geschäftsunfähig, ist zusätzlich die Zustimmung der gesetzlichen Vertreter notwendig. Erfolgt keine freiwillige Anerkennung, kann das Jugendamt als Beistand ein Vaterschaftsfeststellungsverfahren beim Familiengericht führen (§ 1600 d BGB, § 169 FamFG). Hier erfolgt regelmäßig eine wissenschaftliche Feststellung der Vaterschaft durch Abstammungsgutachten/DNS-Analyse.

## Aufgabenkreis der Unterhaltsgeltendmachung
Der Beistand kann darüber hinaus oder nur zur Geltendmachung von Unterhalt (§§ 1601 ff. BGB) und zur Verfügung über diese Ansprüche bestellt werden. Hierzu gehören auch Auskunftsansprüche (§ 1605 BGB), um die Höhe des Unterhaltes klären zu können (in der Regel alle 2 Jahre), die Titulierung der Unterhaltsansprüche (eine freiwillige Anerkennung der Unterhaltsansprüche durch Urkunde (z. B. bei der Urkundsperson des Jugendamtes) oder eine gerichtliche Geltendmachung), die Mahnung von Rückständen und Zwangsvollstreckungen gegen den Unterhaltspflichtigen, wenn dieser nicht freiwillig zahlt, die Anmeldung von Unterhaltsrückständen im Falle der Insolvenz des Unterhaltsschuldners und eine regelmäßige Information der Elternteile bei Anpassung des Unterhalts durch gesetzliche Änderungen (Mindestunterhalt oder Kindergeld), beim Altersstufenwechsel (wenn das Kind 6, 12 oder 18 Jahre alt wird) oder bei der Anrechnung etwaigen Einkommens (z. B. Ausbildungsvergütung) des Kindes.
Im Rahmen der Beistandschaft wird nicht der Anspruch des alleinerziehenden Elternteils auf 
Betreuungsunterhalt (§ 1615 l Abs. 2 BGB) geltend gemacht. Über diesen wird vom Beistand aber beraten werden. Die Ansprüche auf Betreuungsunterhalt können ebenfalls durch eine Urkundsperson beim Jugendamt beurkundet werden (§ 59 Abs. 1 Nr. 4 SGB VIII).

## Ende der Beistandschaft
Die Beistandschaft endet, wenn der Antragsteller dies schriftlich verlangt oder wenn die gesetzlichen Voraussetzungen nicht mehr vorliegen (z. B. Wegzug ins Ausland, Volljährigkeit des Kindes). Die Beistandschaft kann auch teilweise beendet werden. Eine Beistandschaft kann nicht durch eine Vollmacht, z. B. eines Anwaltes, beendet werden. Es bedarf der persönlichen Unterschrift oder Erklärung des Elternteils, welcher die Beistandschaft beantragt hat. 

## Schnittstellen in der Beistandschaft
Der Kindesunterhalt ist bei verschiedenen Sozialleistungen anzurechnen, daher ist die Beistandschaft eine wichtige Unterstützung, da der Beistand den Unterhalt des Kindes wie ein Anwalt für das Kind berechnet und ggf. beim unterhaltspflichtigen Elternteil einfordert. Ansonsten kann der unterhaltsberechtigte Elternteil bei Nichtzahlung des Kindesunterhalts Unterhaltsvorschuss beantragen, die Unterhaltsvorschusskasse versucht, die ausgezahlten Beträge beim Unterhaltsschuldner zurückzuholen. Insbesondere im ALG2 ("Hartz 4") versucht das Jobcenter seine Leistungen zu minimieren, in dem es die Unterhaltsleistungen geltend macht. Ebenso spielt der Kindesunterhalt beim Wohngeld/Lastenzuschuss eine Rolle. Somit sind möglicherweise drei, vier Behörden (bzw. Stellen) gleichzeitig gegen den Unterhaltsschuldner beschäftigt. Hierbei hat meist der bürgerlich-rechtliche Unterhalt die höchsten Beträge, so dass der Beistand für das Kind der sinnvollste Ansprechpartner ist, wenn es um Kindesunterhalt geht. Allein dieser (oder ein Anwalt) kann die Ansprüche zu Gunsten des Kindes geltend machen, die Sozialleistungsträger können nur die übergegangenen Ansprüche für sich geltend machen. Ein von einem Sozialleistungsträger erwirkte Unterhaltstitel kann jedoch nach der Einstellung der Leistung auf das Kind umgeschrieben werden.
Auch meldet der Beistand Unterhaltsrückstände bei einer Insolvenz an und verhindert dadurch ggf. den Verfall bei einer Restschuldbefreiung.
Die getroffene Regelung des Unterhalts entspannt auch meist die Situation zwischen den Elternteilen nach einer Trennung bzw. Scheidung (z. B. für konfliktfreiere Umgangsregelungen oder andere sorgerechtlichen Abstimmungen).